# Veronika Čermák Macková
Veronika Čermák Macková (* 15. února 1994 Uherské Hradiště) je česká herečka a bývalá manželka herce Hynka Čermáka.

## Život
Narodila se 15. února 1994 v Uherském Hradišti. 
Po čtyřech letech studia na Janáčkově konzervatoři v Ostravě, kde také hrála v různých ostravských divadlech, přešla na Pražskou konzervatoř. Už během posledního ročníku hrála ve Východočeském divadle v Pardubicích, kam také po zakončení studia herectví v roce 2015 nastoupila do angažmá. Zde například ztvárnila Desdemonu v Othellovi nebo Winnifred v muzikálu Limonádový Joe.
Ve filmu Ganster Ka: Afričan (2015) se setkala se svým budoucím chotěm Hynkem Čermákem, za nějž se o dva roky později provdala. V lednu 2025 oba oznámili rozchod.
Je také bojovnicí za práva zvířat a věnuje se různým charitám.
Od roku 2018 hraje v nekonečném seriálu Ulice, kde ztvárňuje roli učitelky matematiky Magdy Procházkové.

## Televizní a filmové role
- Poslední den spolu (2012)
- Život je život (2015)
- Svatojánský věneček (2015)
- Gangster Ka: Afričan
- Na vodě (seriál, 2016)
- Hej mistře (divadelní představení, 2016)
- Temný kraj (seriál, 2017)
- Specialisté (seriál, 2017)
- Ulice (seriál, 2018)
- Přes prsty (2019)
- Carniwal Row (seriál, 2019)
- Alpha Code (2020)
- Místo zločinu České Budějovice (seriál, 2022)